# دم‌سیاه
دم‌سیاه (نام علمی: Cercomela melanura) نام یک گونه از چک‌های بیابان از تیره مگس‌گیران است. دم‌سیاه در بیابان‌های شمال آفریقا، خاورمیانه و شبه‌جزیره عربستان زندگی می‌کند. طول این پرنده ۱۴ تا ۱۶ سانتی‌متر است و دم سیاه‌رنگی دارد. دم‌سیاه از نزدیک شدن به مردم ابایی ندارد.